# Muiden

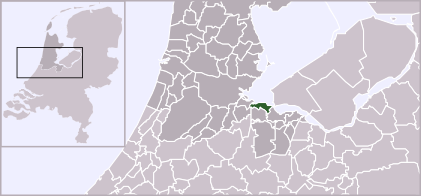
Muidens läge.

Muiden är en stad och tidigare kommun i nordvästra Nederländerna i provinsen Noord-Holland. Kommunen hade en area på 36,51 km² (av vilket 22,06 km² utgjordes av vatten) och en folkmängd på 6 656 invånare (2004). Sedan 2016 ingår Muiden i kommunen Gooise Meren.